# 岡本碧優
岡本 碧優（おかもと みすぐ、2006年6月22日- ）は、日本のプロスケートボーダー。愛知県高浜市出身、所属はMKグループ。

## 来歴
小学2年生のころ、兄の影響でスケートボードをはじめる。
2018年11月に中国・南京で行われた世界選手権では5位に入賞、同年12月よりに競技により専念するため親元を離れ、岐阜市にある笹岡建介家族のもとに下宿して技を磨く。
2019年6月にカリフォルニア州・ロングビーチで行われた東京オリンピックの予選対象大会「デュー・ツアー」では女子選手では初の横1回転半の大技「バックサイド540」を決め優勝。同年11月には堀米雄斗などと並び「JAPAN ACTION SPORTS AWARDS 2019」を受賞した。
その後も高難易度な技に次々と挑戦し、数々の大会で優勝を経験した。

## 戦績
2018年
- スケートボード・パーク世界選手権 - 5位

2019年
- デュー・ツアー - 優勝
- 国際スケートボードオープン - 優勝
- スケートボード・パーク世界選手権 - 優勝
- エックスゲームズ - 優勝
- VANSパークシリーズ アジア地区選手権 - 優勝
- STUオープン - 優勝

2021年
- 東京オリンピック - 4位[8][9]